# Bânsvâra
Bânsvâra est une ville du district homonyme située au sud de l'état indien du Rajasthan.
La ville a été fondée par le Maharadja Jagmal Singh. Le préfixe "ban" provient des forêts de bambou environnantes. Elle est aussi connue sous le surnom de la "ville des 100 îles" à cause des nombreuses îles du fleuve Mahi qui la traverse. Elle est l'une des principales villes du Rajasthan, entourée de chaînes de montagnes coiffées par de nombreux temples, dont le plus célèbre est le temple Madareshvar.

## Sources
- (en) Cet article est partiellement ou en totalité issu de l’article de Wikipédia en anglais intitulé « Banswara » (voir la liste des auteurs).